# Llaços
Llaços (títol original en italià, Lacci) és una pel·lícula de drama romàntic italiana del 2020 dirigida per Daniele Luchetti, basada en la novel·la homònima del 2014 de Domenico Starnone. És protagonitzada per Alba Rohrwacher, Luigi Lo Cascio, Laura Morante, Silvio Orlando, Giovanna Mezzogiorno, Adriano Giannini, Linda Caridi i Francesca De Sapio. S'ha doblat i subtitulat al català.
Va ser seleccionada com a pel·lícula d'obertura del 77è Festival Internacional de Cinema de Venècia, la primera pel·lícula italiana que va obrir el festival des de Baaria (2009).